# Le Barbier de Bagdad

Der Barbier von Bagdad (Le Barbier de Bagdad) est un opéra-comique en deux actes de Peter Cornelius d'après un livret en allemand dû au compositeur qui s'est basé sur Le Conte du tailleur et les six histoires du barbier et de ses frères, qui appartiennent aux Contes des mille et une nuits. C'est le premier des trois opéras que composa Cornelius, créé au Hoftheater, à Weimar, le 15 décembre 1858.

## Histoire
Cornelius avait envisagé de composer une comédie en un acte, mais Franz Liszt lui recommanda de développer l'œuvre sur deux actes. Franz Liszt par la suite fit un arrangement pour orchestre de la seconde ouverture (S.352). Contrairement à la plupart des opéras-comiques allemands de l'époque, dans lesquels les dialogues sont parlés, Der Barbier von Bagdad est entièrement chanté. Cornelius présenta un opéra inventif et complexe qui s'oppose aux œuvres d'autres compositeurs allemands tels Wagner, dont la ferveur idéologique lui paraissait envahissante.
La première fut dirigée par Franz Liszt, ami et mentor de Cornelius, et directeur musical du Hoftheater. Ce fut un échec, et la pièce ne fut plus donnée du vivant du compositeur. Les manœuvres du directeur du théâtre aboutirent à des manifestations hostiles à Liszt et à la prétendue école néo-allemande de composition. Liszt quitta son poste, Cornelius quitta Weimar lui aussi.
À la fin du XIXe siècle deux versions furent créées par les chefs wagnériens Felix Mottl et Hermann Levi.[1] La création à New York eut lieu en 1890 avec la Metropolitan Opera House Company ; en 1891 eut lieu la première à Londres.[1] Finalement, en juin 1940, la version originale fut redonnée au Hoftheater de Weimar, avec cette fois le succès auprès du public et de la critique.
Au XXe siècle les représentations à l'étranger ont été assez rares, mais se sont maintenues en Allemagne. C'est la version originale qui est donnée et non les versions de Mottl ou de Levi.

## Rôles
| Rôle                                                                                          | Voix          | Distribution de la première, 15 décembre 1858 (direction : Franz Liszt) |
| --------------------------------------------------------------------------------------------- | ------------- | ----------------------------------------------------------------------- |
| Nureddin                                                                                      | ténor         | Friedrich Caspari                                                       |
| Bostana                                                                                       | mezzo-soprano | Frl. Wolf                                                               |
| Abul Hassan Ali Ebn Bekar, le barbier                                                         | baryton       | Carl Roth                                                               |
| Margiana                                                                                      | soprano       | Rosa von Milde                                                          |
| Baba Mustapha, le Cadi                                                                        | ténor         | Karl Knopp                                                              |
| Le Calife                                                                                     | baryton       | Feodor von Milde                                                        |
| Chœur : serviteurs de Nureddin, amis du Cadi, peuple de Baghdad, pleureuses, suite du Calife. |               |                                                                         |

## Synopsis
Le héros, Nureddin, est amoureux de Margiana, la fille du Cadi. Bostana, un parent de ce dernier, et qui apprécie les qualités de Noureddin, l'aide à courtiser Margiana en se rendant présentable. Abul Hassan, le barbier, est convoqué, et, tout comme son confrère sévillan dans l'opéra antérieur de Rossini, il endosse lui aussi le rôle de conspirateur dans cette histoire d'amour. Et, tout comme le Figaro du Barbier de Séville, il se lance dans un air de pure virtuosité, Bin Akademiker.)
Margiana attend Nureddin dans le quartier des femmes de la maison de son père. Celui-ci se propose de la marier à son riche ami Selim, qui vient tout juste d'envoyer un coffre rempli de présents de mariage. Mais, aussitôt le père parti, Nureddin arrive pour faire sa cour à Margiana. Une farce classique se déroule ensuite : le barbier survient brusquement, Nureddin se glisse subrepticement dans le coffre envoyé par Selim, le barbier ouvre ce coffre et, croyant que le jeune homme a été assassiné, ordonne à ses serviteurs d'emporter le coffre. Mais tout se termine bien lorsque le Calife arrive et que Nureddin est relâché et fiancé à Margiana.

## Enregistrements
- 1939 : Leonhardt - Eipperle/Waldenau/Osswald/Ludwig-W/Welitsch/Hann - Koch Schwann (live in Stuttgart)
- 1951 : Keilberth - Schlemm/Roesler/Offermanns/Schock/Schmitt-Walter/Böhme - Gebhardt
- 1952 : Hollreiser - Sena Jurinac/Rössl-Majdan/Majkut/Schock/Poell/Frick - Melodram (live in Vienna, mono)
- 1956 : Leinsdorf - Elisabeth Schwarzkopf/Hoffmann/Unger/Gedda/Prey/Czerwenka - EMI
- 1973 : Hollreiser - Geszty/Schmidt-T/Unger/Kraus-Ad/Weikl/Ridderbusch, Bavarian Radio Chorus and Bavarian Radio Symphony Orchestra - Eurodisc (live in Munich)
- 1974 : Leitner - Helen Donath/Schiml/Peter/Laubenthal/Duesing/Hans Sotin - Profil

## Sources
- (en) Cet article est partiellement ou en totalité issu de l’article de Wikipédia en anglais intitulé « Der Barbier von Bagdad » (voir la liste des auteurs).
- Amanda Holden (ed), The Penguin Opera Guide, London: Penguin Books, 1995,  (ISBN 0-14-051385-X)
- Informations trouvées sur answers.com
- Argument détaillé sur le site Music encyclopedia
- Pines, Roger, The Opera Quarterly, Volume 20, Number 1, Winter 2004, pp. 141–143 (disponible sur le site Project Muse website, abonnement indispensable)